# Planochelas dentatus
Espèce
Planochelas dentatus est une espèce d'araignées aranéomorphes de la famille des Trachelidae.

## Distribution
Cette espèce est endémique de Côte d'Ivoire. Elle se rencontre dans le parc national de la Comoé.

## Description
Les mâles mesurent de 2,42 à 2,43 mm et les femelles de 2,06 à 2,44 mm.

## Publication originale
- Lyle & Haddad, 2009 : Planochelas, a new genus of tracheline sac spiders from West and Central Africa (Araneae: Corinnidae). Annals of the Transvaal. Museum, vol. 46, p. 91-100.